# Sonaca 200
Il Sonaca 200 è un velivolo da addestramento biposto belga progettato e costruito da Sonaca Aircraft.

## Descrizione
Il Sonaca 200 è un aereo ad ala bassa, ha una cabina con due sedili affiancati. È alimentato da un Rotax 914 da 115 hp e ha un carrello di atterraggio triciclo. Alla fine del 2015, il gruppo Sonaca ha annunciato la creazione della controllata "Sonaca Aircraft" dedicata allo sviluppo, alla certificazione e al lancio sul mercato di un nuovo velivolo da addestramento basato sullo Sling 2 di TAF. Successivamente l'aereo è stato ribattezzato Sonaca 200. Il monomotore biposto, specificatamente progettato per l'addestramento dei piloti e per i voli turistici, è stato certificato a giugno 2018. Sonaca 200 è certificata EASA per un peso massimo al decollo di 750 kg e una velocità di crociera di 115 nodi. Oltre all'ottenimento della certificazione di tipo, Sonaca Aircraft ha ottenuto una certificazione di approvazione dell'organizzazione di progettazione (DOA) e approvazione di organizzazioni di produzione (POA). Un primo prototipo è stato assemblato nell'aprile 2015 a Johannesburg da The Airplane Factory. Nell'aprile 2017, Sonaca Aircraft ha presentato la nuova versione del Sonaca 200 in cui l'80% della struttura è stata ridisegnata rispetto alla versione prototipo iniziale. Nel 2018, dopo aver ottenuto la Type Certification dell'S200, Sonaca Aircraft ha annunciato lo sviluppo di una variante Glass Cockpit, denominata S201.